# Isoetes kirkii
Isoetes kirkii är en kärlväxtart som beskrevs av Addison Brown. Isoetes kirkii ingår i släktet braxengräs, och familjen Isoetaceae. Utöver nominatformen finns också underarten I. k. alpina.